# Max Fabiani

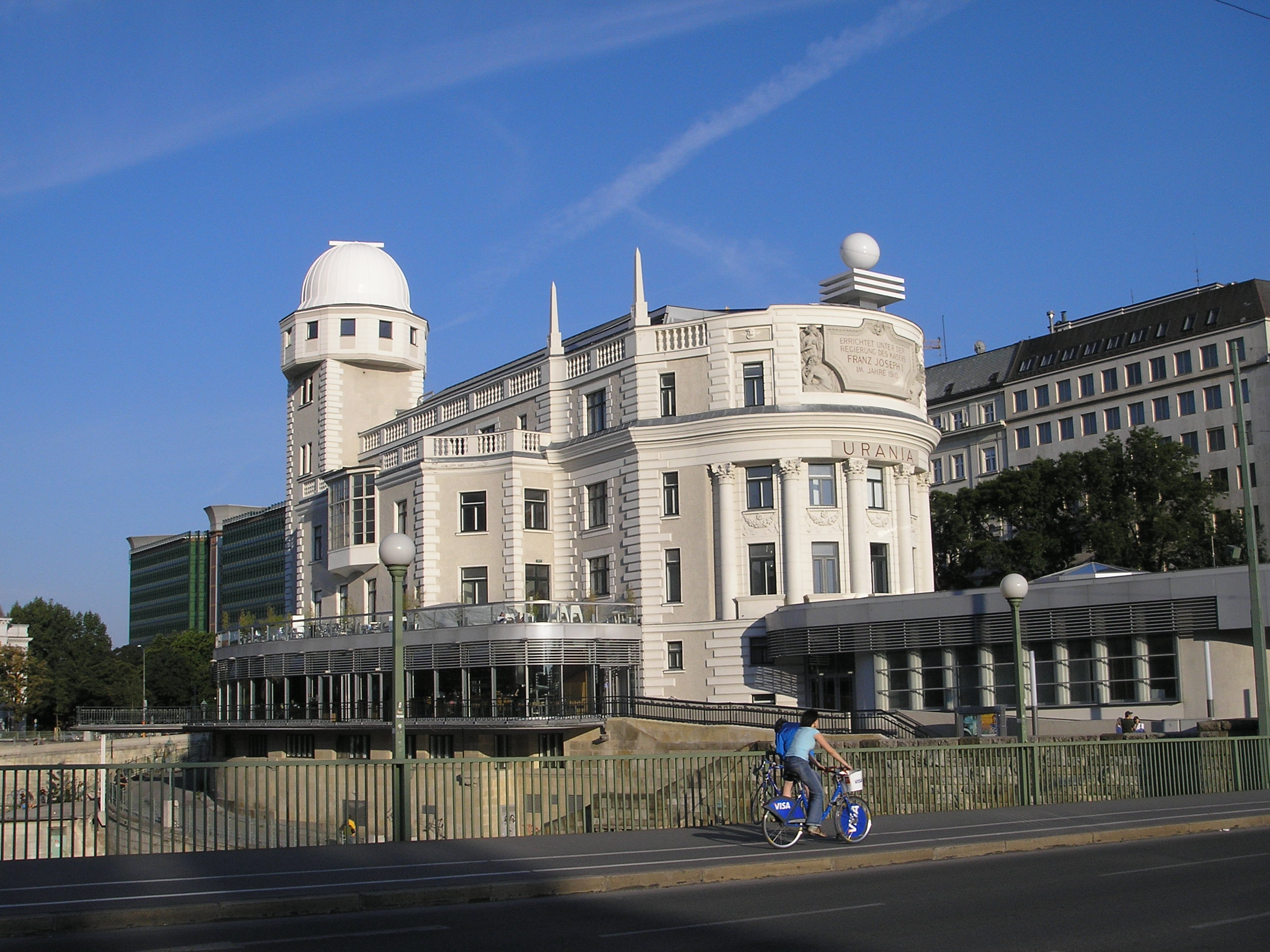
Lidová univerzita Urania ve Vídni, 1900

Maximilian Fabiani, známější jako Max Fabiani (29. dubna 1865 Kobdilj – 12. srpna 1962 Gorice), byl rakouský a italský architekt furlanského původu, představitel secese a rané moderny.

## Biografie
Narodil se roku 1865 do furlanské rodiny šlechtického původu v obci Kobdilj v Rakouském přímoří (dnes součást Slovinska). Vyrůstal v kosmopolitním prostředí, od dětství ovládal italštinu, slovinštinu a němčinu. Vychodil slovinskou základní školu v městečku Štanjel a německou reálku v Lublani. Poté odjel do Vídně studovat architekturu na Technické univerzitě, titul magistra získal v roce 1889. Od roku 1890 byl asistentem na Technické univerzitě ve Štýrském Hradci, načež v rámci stipendia dva roky (1892 až 1894) cestoval po Evropě. Po návratu do Vídně vstoupil na doporučení Josepha Marie Olbricha na dva roky do ateliéru Otto Wagnera, kde se podílel mj. na výstavbě vídeňské městské dráhy a na renovaci zámku Konopiště. Od roku 1896 působil jako architekt na volné noze. Zároveň přednášel na vídeňské technické univerzitě dějiny umění (1896–1912) a také interiérový design a ornamentální kompozici (1910–1912). Doktorát získal v roce 1902, a to jako první na vídeňské TU v oboru pozemní stavitelství.
Většina Fabianiho architektonických děl vznikla na přelomu 19. a 20. století. Nejvíce jich se nachází ve Vídni (k nejznámějším patří budova lidové univerzity Urania na dunajském nábřeží a obchodni dům Portois & Fix), mnoho také v Lublani, pro kterou připravil generální plán obnovy města po ničivém zemětřesení v roce 1895. Roku 1899 připravil regulační plán pro slezské město Bílsko obsahující hodně pokrokových řešení jako např. uzavření historického jádra pro silniční dopravu nebo přesun průmyslu mimo městskou zástavbu. Získal zlatou medaili na Světové výstavě v Paříži.
V roce 1917 Fabiani nechal univerzitní a profesní kariéry ve Vídni a vrátil se do rodného kraje. Po první světové válce se usadil v Gorici a přijal italské občanství. V roce 1921 vstoupil do Národní fašistické strany, paradoxně o rok poté, co fašisté vypálili Fabianim navržený slovinský Národní dům v Terstu. Pět let (1918–1923) řídil Úřad pro obnovu města Gorice (město ležící přímo na řece Soči bylo vážně poškozeno během dvouletých bojů). V letech 1924–1927 učil na gorickém gymnáziu. V roce 1935 přijal nominaci na starostu města Štanjel. Posledním realizovaným Fabianiho architektonickým projektem byl Fašistický dům v Štanjeli otevřený roku 1941. Po druhé světové válce byl Štanjel připojen k Jugoslávii, proto se Fabiani vrátil do Gorice, kde se v zapomnění dožil 97 let.